# Wiemersdorf
Wiemersdorf là một đô thị ở huyện Segeberg, bang Schleswig-Holstein, Đức. Đô thị Wiemersdorf có diện tích 17,55 km², dân số thời điểm ngày 31 tháng 12 năm 2006 là 1525 người.